# Tarec Saffiedine
Tarec Robert Saffiedine (Seinäjoki, 6 settembre 1986) è un lottatore di arti marziali miste belga di origini libanesi.
Combatte nella categoria dei pesi welter per la promozione statunitense UFC.
È stato l'ultimo campione dei pesi welter Strikeforce, avendo conquistato il titolo nel gennaio 2013 proprio con l'ultimo incontro della promozione prima che questa cessasse la propria attività, superando il più quotato Nate Marquardt.
Per i ranking ufficiali dell'UFC è il contendente numero 8 nella divisione dei pesi welter.

## Caratteristiche tecniche
Tarec Saffiedine, nato in Finlandia da padre libanese e madre belga e cresciuto a Bruxelles, come altri atleti di MMA dell'Europa occidentale fa dello striking il suo punto di forza: Tarec iniziò a 16 anni a praticare Shihaishinkai, un particolare stile di Karate che unisce alla forma tradizionale le proiezioni del Judo e la lotta a terra; inoltre è stato un kickboxer dilettante con un record di 12-1-1 e si è allenato anche nella Muay Thai.
Tarec vanta difatti uno striking preciso e tra i più tecnici nel panorama delle MMA, anche se non eccessivamente potente, ed è abile nel difendersi e nel farsi valere nei clinch; sono in particolare molto efficaci i suoi low kick che gli hanno permesso di destabilizzare totalmente la mobilità di avversari come Nate Marquardt e Lim Hyun-Gyu.
Successivamente per essere competitivo nelle arti marziali miste ha iniziato a praticare jiu jitsu brasiliano e, una volta trasferitosi negli Stati Uniti nel 2008, anche la lotta libera: con il tempo ha difatti sviluppato una buona difesa dai takedown che gli consente di tenere il più possibile l'incontro in piedi.
È soprannominato "spugna" perché impara rapidamente dagli insegnamenti degli allenatori.

## Carriera nelle arti marziali miste

### Inizi
Tarec Saffiedine esordisce come lottatore di arti marziali miste professionista nel 2007 all'età di 20 anni, prendendo parte agli eventi della franchigia belga dell'importante promozione giapponese Shooto; quell'anno combatte quattro incontri in eventi ospitati tra Belgio e Francia, vincendo tre match (due per sottomissione) e perdendo un incontro ai punti.
Nel 2008 si trasferisce negli Stati Uniti ed entra nel Team Quest, squadra nota per l'alto livello nella lotta libera dei suoi membri, tra questi Dan Henderson, Chael Sonnen e Matt Lindland.
Tra il 2008 ed il 2009 combatte tre incontri in Nord America, vincendoli tutti per sottomissione.

### Dream
Verso la metà del 2009 si trasferisce in Giappone per lottare nella prestigiosa promozione Dream.
Esordisce con l'evento Dream.10: Welter Weight Grand Prix 2009 Final Round in un match valido per un eventuale ripescaggio nel torneo dei pesi welter nel caso che uno dei partecipanti risultasse infortunato: l'avversario fu l'esperto ex campione Deep Seichi Ikemoto, noto per la sua tecnica del doppio pugno, e Saffiedine bagnò il proprio debutto nell'organizzazione con una vittoria ai punti, ma non poté prendere parte al torneo dei pesi welter in quanto nessun atleta che prese parte a tale torneo s'infortunò.
Tre mesi dopo venne chiamato a sostituire l'indisponibile Paulo Filho in un match di pesi medi contro il judoka sudcoreano Yoon Dong-Sik: Saffiedine riuscì comunque a tenere testa al più grosso rivale, venendo sconfitto ai punti per decisione non unanime.

### Strikeforce
Nel 2010 Saffiedine tornò negli Stati Uniti per combattere nella prestigiosa Strikeforce, al tempo un'anticamera della promozione dominante UFC e che vantava molti atleti tra i migliori al mondo.
Esordì il 26 febbraio 2010 con l'evento Strikeforce Challengers: Kaufman vs. Hashi, sconfiggendo nettamente ai punti il wrestler James Terry, dominandolo nella kickboxing e neutralizzando tutti i suoi tentativi di takedown.
Lo stesso anno ottiene la sua prima vittoria per KO quando stende con un pugno Nate Moore.
Successivamente combatte un incontro per la promozione Shark Fights dove sconfigge un altro abile esperto di lotta libera in Brock Larson, ex contendente al titolo WEC e veterano dell'UFC: si trattò della sua decima vittoria in carriera.
Nel 2011 torna a combattere in Strikeforce e questa volta non riesce a replicarsi contro un altro abile wrestler in Tyron Woodley, il quale vince ai punti di fatto superando l'eccezionale difesa dai takedown fino lì dimostrata da Saffiedine.
L'incontro successivo doveva essere contro Evangelista Santos, ma il match venne cancellato; Saffiedine venne quindi scelto come avversario del temibile striker Paul Daley, ma il matchmaking venne nuovamente cambiato e alla fine Saffiedine si ritrovò ad affrontare l'ex campione dei pesi mediomassimi WEC Scott Smith: il belga tornò alla vittoria per decisione unanime.
Nel 2012 si impose con fatica su Tyler Stinson e successivamente su Roger Bowling, ma con una striscia di tre vittorie consecutive in Strikeforce e con il campione in carica Nate Marquardt che nell'ultima sfida sconfisse nettamente il primo contendente Tyron Woodley la possibilità di lottare per il titolo andò proprio al lottatore belga.
Il match titolato contro il favoritissimo campione in carica Nate Marquardt, tre volte campione Pancrase e a lungo top 10 dei pesi medi UFC con annessa sfida per il titolo contro la leggenda Anderson Silva, fu l'ultimo incontro nella storia della Strikeforce prima che la promozione di San Jose venisse incorporata nella più importante UFC: qui Saffiedine vince l'incontro più importante della sua carriera nelle MMA e realizza un upset sul quale pochi avrebbero scommesso, dominando Marquardt nello striking e infierendo a lungo sulla gamba sinistra del rivale con un altissimo numero di calci bassi, e inoltre si fece valere nel clinch, annullò i tentativi di takedown del rivale nel quinto ed ultimo round portò a terra lo statunitense.
Saffiedine divenne così l'ultimo campione dei pesi welter nella storia della Strikeforce e finì nelle classifiche dei top 10 dei pesi welter di alcuni siti specializzati.

### Ultimate Fighting Championship
Saffiedine venne integrato nel roster dei pesi welter della prestigiosa promozione UFC e subito inserito come uno dei dieci lottatori più forti della divisione; avrebbe dovuto esordire nel luglio 2013 contro l'altro ex Strikeforce Robbie Lawler, ma Saffiedine s'infortunò e dovette attendere il 2014 per poter debuttare.
Nel gennaio 2014 avrebbe dovuto esordire a Singapore contro Jake Ellenberger ma quest'ultimo s'infortunò e venne sostituito dal potente striker sudcoreano Lim Hyun-Gyu: contro il più grosso avversario Saffiedine lottò ancora una volta in modo intelligente e prudente portando a casa una meritata vittoria ai punti, anche se rischiò di finire KO negli ultimi secondi del match durato 5 round; al termine del match entrambi gli atleti vennero premiati con il riconoscimento Fight of the Night.
In aprile avrebbe dovuto affrontare il numero 5 dei ranking Jake Ellenberger, ma ad un mese dall'evento proprio Saffiedine s'infortunò e tornò a lottare solamente in ottobre contro il numero 2 dei ranking Rory MacDonald in un incontro che con ogni probabilità avrebbe premiato il vincitore con la possibilità di lottare per il titolo di categoria: Saffiedine venne sconfitto e, per la prima volta in carriera, finalizzato per mezzo di un KO tecnico durante la terza ripresa.
Nel febbraio del 2015 avrebbe dovuto affrontare Matt Brown ma Saffiedine diede forfeit causa infortunio all'inguine. Dopo un anno lontano dall'ottagono, Saffiedine torna a combattere a gennaio del 2016 sconfiggendo per decisione unanime Jake Ellenberger.
Il 29 maggio affrontò Rick Story all'evento UFC Fight Night: Almeida vs. Garbrandt, perdendo per decisione unanime.
L'incontro con Matt Brown venne riorganizzato per il 30 dicembre del 2016 all'evento UFC 207. Tuttavia, Brown venne rimosso dall'incontro l'11 novembre, per poter affrontare Donald Cerrone all'evento UFC 206. Saffiedine affrontò quindi Dong Hyun Kim. Dopo 3 round, venne sconfitto per decisione non unanime.

### Risultati nelle arti marziali miste
| Risultato | Record | Avversario        | Metodo                               | Evento                                              | Data              | Round | Tempo | Città                        | Note                                                       |
| --------- | ------ | ----------------- | ------------------------------------ | --------------------------------------------------- | ----------------- | ----- | ----- | ---------------------------- | ---------------------------------------------------------- |
| Sconfitta | 16-6   | Dong Hyun Kim     | Decisione (non unanime)              | UFC 207: Nunes vs. Rousey                           | 30 dicembre 2016  | 3     | 5:00  | Paradise, Stati Uniti        |                                                            |
| Sconfitta | 16-5   | Rick Story        | Decisione (unanime)                  | UFC Fight Night: Almeida vs. Garbrandt              | 29 maggio 2016    | 3     | 5:00  | Las Vegas, Stati Uniti       |                                                            |
| Vittoria  | 16-4   | Jake Ellenberger  | Decisione (unanime)                  | UFC on Fox: Johnson vs. Bader                       | 30 gennaio 2016   | 3     | 5:00  | Newark, Stati Uniti          |                                                            |
| Sconfitta | 15-4   | Rory MacDonald    | KO Tecnico (pugni)                   | UFC Fight Night: MacDonald vs. Saffiedine           | 4 ottobre 2014    | 3     | 1:28  | Halifax, Canada              |                                                            |
| Vittoria  | 15-3   | Lim Hyun-Gyu      | Decisione (unanime)                  | UFC Fight Night: Saffiedine vs. Lim                 | 4 gennaio 2014    | 5     | 5:00  | Singapore                    | Debutto in UFC                                             |
| Vittoria  | 14–3   | Nate Marquardt    | Decisione (unanime)                  | Strikeforce: Marquardt vs. Saffiedine               | 12 gennaio 2013   | 5     | 5:00  | Oklahoma City, Stati Uniti   | Vince il titolo dei Pesi Welter Strikeforce                |
| Vittoria  | 13–3   | Roger Bowling     | Decisione (unanime)                  | Strikeforce: Rousey vs. Kaufman                     | 18 agosto 2012    | 3     | 5:00  | San Diego, Stati Uniti       |                                                            |
| Vittoria  | 12–3   | Tyler Stinson     | Decisione (non unanime)              | Strikeforce: Rockhold vs. Jardine                   | 7 gennaio 2012    | 3     | 5:00  | Las Vegas, Stati Uniti       |                                                            |
| Vittoria  | 11–3   | Scott Smith       | Decisione (unanime)                  | Strikeforce: Fedor vs. Henderson                    | 30 luglio 2011    | 3     | 5:00  | Hoffman Estates, Stati Uniti |                                                            |
| Sconfitta | 10–3   | Tyron Woodley     | Decisione (unanime)                  | Strikeforce Challengers: Woodley vs. Saffiedine     | 7 gennaio 2011    | 3     | 5:00  | Nashville, Stati Uniti       |                                                            |
| Vittoria  | 10–2   | Brock Larson      | Decisione (unanime)                  | Shark Fights 13: Jardine vs. Prangley               | 11 settembre 2010 | 3     | 5:00  | Amarillo, Stati Uniti        |                                                            |
| Vittoria  | 9–2    | Nate Moore        | KO (pugno)                           | Strikeforce Challengers: Lindland vs. Casey         | 21 maggio 2010    | 2     | 1:21  | Portland, Stati Uniti        |                                                            |
| Vittoria  | 8–2    | James Terry       | Decisione (unanime)                  | Strikeforce Challengers: Kaufman vs. Hashi          | 26 febbraio 2010  | 3     | 5:00  | San Jose, Stati Uniti        | Debutto in Strikeforce                                     |
| Sconfitta | 7–2    | Yoon Dong-Sik     | Decisione (non unanime)              | Dream 12                                            | 25 ottobre 2009   | 3     | 5:00  | Osaka, Giappone              | Incontro di Pesi Medi                                      |
| Vittoria  | 7–1    | Seichi Ikemoto    | Decisione (unanime)                  | Dream 10: Welter Weight Grand Prix 2009 Final Round | 20 luglio 2009    | 2     | 5:00  | Saitama, Giappone            | Dream 2009 Welter Weight Grand Prix, eventuale ripescaggio |
| Vittoria  | 6–1    | Mike Arellano     | Sottomissione (keylock)              | War Gods 5                                          | 30 maggio 2009    | 1     | 2:44  | Alpine, Stati Uniti          |                                                            |
| Vittoria  | 5–1    | Scott Rose        | Sottomissione (triangolo di braccio) | Long Beach Fight Night 4                            | 4 aprile 2009     | 1     | 0:58  | Long Beach, Stati Uniti      |                                                            |
| Vittoria  | 4–1    | Rich Bondoc       | Sottomissione (armbar)               | UCW 12: Heatwave                                    | 27 giugno 2008    | 1     | 2:18  | Winnipeg, Canada             |                                                            |
| Vittoria  | 3–1    | Raymond Jarman    | Decisione (unanime)                  | Shooto Belgium: Encounter the Braves                | 15 dicembre 2007  | 3     | 5:00  | Charleroi, Belgio            |                                                            |
| Vittoria  | 2–1    | Sebastian Grandin | Sottomissione (armbar)               | Xtreme Gladiators 3                                 | 9 giugno 2007     | 1     | 2:38  | Parigi, Francia              |                                                            |
| Sconfitta | 1–1    | Kamil Uygun       | Decisione (unanime)                  | Night of the Gladiators 4                           | 21 aprile 2007    | 2     | 5:00  | Brakel, Belgio               |                                                            |
| Vittoria  | 1–0    | Guillaume Janvier | Sottomissione (kimura)               | Shooto Belgium: Consecration                        | 31 marzo 2007     | 1     | 1:15  | Belgio                       |                                                            |